# Jeromesville
Jeromesville és una població dels Estats Units a l'estat d'Ohio. Segons el cens del 2000 tenia 478 habitants.

## Demografia
Segons el cens del 2000, Jeromesville tenia 478 habitants, 202 habitatges, i 128 famílies. La densitat de població era de 512,7 habitants/km².
Dels 202 habitatges en un 30,7% hi vivien nens de menys de 18 anys, en un 51% hi vivien parelles casades, en un 10,4% dones solteres, i en un 36,6% no eren unitats familiars. En el 30,2% dels habitatges hi vivien persones soles el 12,9% de les quals corresponia a persones de 65 anys o més que vivien soles. El nombre mitjà de persones vivint en cada habitatge era de 2,37 i el nombre mitjà de persones que vivien en cada família era de 2,96.
Per edats la població es repartia de la següent manera: un 26,4% tenia menys de 18 anys, un 6,1% entre 18 i 24, un 31,8% entre 25 i 44, un 22,4% de 45 a 60 i un 13,4% 65 anys o més.
L'edat mediana era de 37 anys. Per cada 100 dones de 18 o més anys hi havia 88,2 homes.
La renda mediana per habitatge era de 41.000 $ i la renda mediana per família de 46.250 $. Els homes tenien una renda mediana de 31.576 $ mentre que les dones 21.667 $. La renda per capita de la població era de 16.864 $. Aproximadament el 2,3% de les famílies i el 6,1% de la població estaven per davall del llindar de pobresa.

## Poblacions més properes
El següent diagrama mostra les poblacions més properes.